# Short Hills
Short Hills – jednostka osadnicza w Stanach Zjednoczonych, w stanie New Jersey, w hrabstwie Essex.